# Gare de Sainte-Colombe
Pour les articles homonymes, voir Gare de Colombes (homonymie).
La gare de Sainte-Colombe, anciennement appelée Sainte-Colombe (Doubs), est une gare ferroviaire française de la ligne de Frasne à Verrières-de-Joux (frontière), située sur le territoire de la commune de Sainte-Colombe, dans le département du Doubs en région Bourgogne-Franche-Comté.
C'est une halte ferroviaire de la Société nationale des chemins de fer français (SNCF), desservie par des trains du réseau TER Bourgogne-Franche-Comté.

## Situation ferroviaire
Elle est située au point kilométrique (PK) 446,173 de la ligne de Frasne à Verrières-de-Joux (frontière) entre les gares ouvertes de La Rivière et de Pontarlier.
Son altitude est de 823 m.

## Histoire
Aujourd'hui le bâtiment voyageurs a disparu, la gare est devenue une halte sans personnel.

## Fréquentation
La fréquentation de la gare est détaillée dans le tableau ci-dessous :
|           | 2015   | 2016   | 2017   | 2018   | 2019   | 2020   | 2021   | 2022   | 2023   |
| --------- | ------ | ------ | ------ | ------ | ------ | ------ | ------ | ------ | ------ |
| Voyageurs | 13 097 | 13 339 | 16 285 | 13 993 | 12 094 | 15 185 | 18 711 | 26 958 | 11 896 |

## Services voyageurs

### Accueil
Halte SNCF du réseau TER Bourgogne-Franche-Comté, c'est un point d'arrêt non géré à entrée libre.

### Desserte
La halte est desservie par 3 allers-retours de la relation Pontarlier - Frasne, Dole ou Dijon des trains du réseau TER Bourgogne-Franche-Comté.

### Intermodalité
Des cars TER desservent les arrêts de la ligne entre Pontarlier et Frasne en complément de la desserte par train.